# Жорж Ернест Буланже
Жорж Буланже (29. април 1837 – 30. септембар 1891) је био француски генерал и политичар.

## Биографија
Учествовао је у Француско-пруском рату (1870-1871) и у борбама против Париске комуне. У периоду од 1886. до 1887. обављао је функцију министра рата Француске. Поднео је предлог којим је људски потенцијал Француске јаче ангажован за војну службу. Предлог је усвојен три године касније. Увео је брзометну пушку у наоружање војске. Године 1888. пензионисан је због недисциплине. Створио је реакционарни и антипарламентни покрет буланжиста. Покрет је окупљао све непријатеље Треће француске републике. Следеће године је оптужен за заверу против режима. Побегао је у Белгију где се убио 1891. године.